# 盐仓站
鹽倉站（：／ Yeomchang yeok */?）是首爾地鐵9號線沿線的一座地下車站，位於韓國首爾特別市江西區鹽倉洞與陽川區木2洞的邊界。

## 車站結構
站體為2面2線曲線式設計側式月台的地下車站，候車月台設有月台幕門，並有4處出口。

### 月台配置
| 登村 ↑   |
| \| 上    |
| ↓ 新木洞 |

| 月台 | 路線           | 目的地                                                                 |
| ---- | -------------- | ---------------------------------------------------------------------- |
| 上行 | ●首爾地鐵9號線 | 加陽、金浦機場、開花方向                                               |
| 下行 | ●首爾地鐵9號線 | 鷺梁津、銅雀、新論峴、綜合運動場、石村、奧林匹克公園、中央報勳醫院方向 |

## 歷史
- 2009年7月24日：落成啟用。

## 車站周邊
- 江西區雨水抽水站
- 木洞都心小公園
- 泉水地區兒童中心
- 楊花大橋人工瀑布
- 鹽倉洞郵局
- 陽東中學
- 鹽倉中學
- 首爾楊花初等學校
- 首爾鹽倉初等學校

## 相鄰車站
首爾市地鐵9號線
●首爾地鐵9號線
急行
加陽（907）－鹽倉（910）－堂山（913）
一般
登村（909）－鹽倉（910）－新木洞（911）